# Circolo operaio Zuev
Il circolo operaio Zuev (in russo Дом культуры имени С.М.Зуева?, Dom kul'tury imeni S.M.Zueva) è un edificio polifunzionale di Mosca, utilizzato come circolo culturale. Costruito dal 1927 al 1929 su progetto di Il'ja Aleksandrovič Golosov, costituisce uno degli esempi più importanti di architettura costruttivista del primo periodo sovietico.